# Condylostylus subcordatus
Condylostylus subcordatus är en tvåvingeart som beskrevs av Becker 1922. Condylostylus subcordatus ingår i släktet Condylostylus och familjen styltflugor. Inga underarter finns listade i Catalogue of Life.